# Kackerudsmossen
Kackerudsmossen är ett naturreservat i Säffle kommun i Värmlands län.
Området är naturskyddat sedan 2014 och är 90 hektar stort. Reservatet omfattar våtmarken med detta namn med en randskog av tall. 